# JPMorgan Chase Open 2006

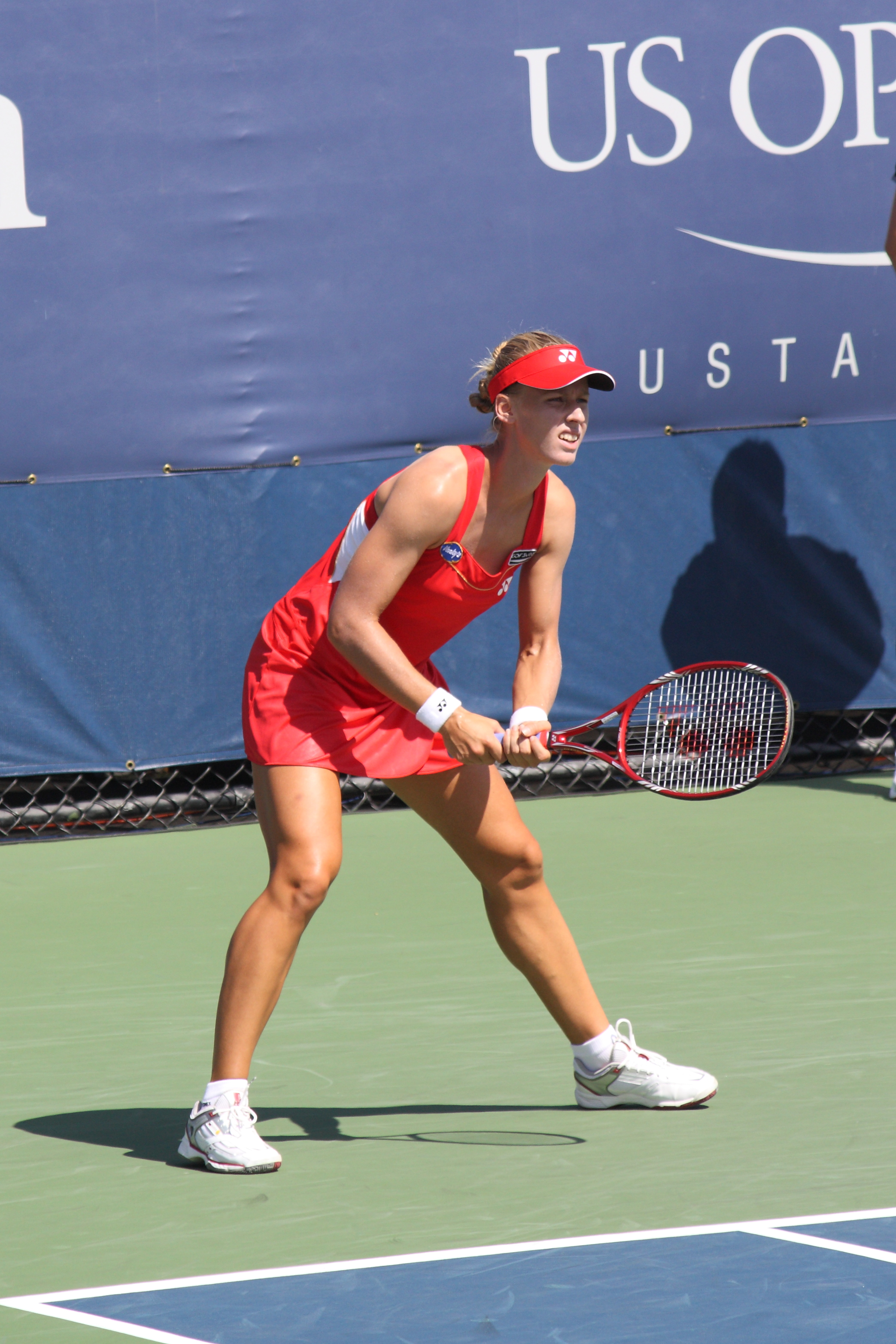
Чемпионка одиночного турнира — Елена Дементьева из России.

JPMorgan Chase Open 2006 — ежегодный женский профессиональный теннисный турнир 2-й категории WTA.
Соревнование традиционно проводится на открытых хардовых кортах в Карсоне, штат Калифорния, США.
Турнир прошёл с 7 по 13 августа в 33-й раз в общей истории.
Прошлогодние победители:
- в одиночном разряде —  Ким Клейстерс
- в парном разряде —  Елена Дементьева и  Флавия Пеннетта

## Соревнования

### Одиночный турнир
Елена Дементьева обыграла  Елену Янкович со счётом 6-3, 4-6, 6-4.
- Дементьева выигрывает 2-й титул в сезоне и 6-й за карьеру в туре ассоциации.
- Янкович уступает 1-й финал в сезоне и 4-й за карьеру в туре ассоциации.

### Парный турнир
Вирхиния Руано Паскуаль /  Паола Суарес обыграли  Даниэлу Гантухову /  Ай Сугияму со счётом 6-3, 6-4.
- Руано Паскуаль выигрывает 1-й титул в сезоне и 34-й за карьеру в туре ассоциации.
- Суарес выигрывает 1-й титул в сезоне и 40-й за карьеру в туре ассоциации.